# Marlyne Barrett
Marlyne Nayokah Barrett (Brooklyn (New York), 13 september 1978) is een Amerikaans actrice.

## Biografie
Barrett werd geboren in de borough Brooklyn van New York en is van Haïtiaanse afkomst. Zij woont ook in Montreal waar zij als vj werkt voor de Canadese muziekzender Musique Plus.

## Filmografie

### Films
Uitgezonderd korte films.
- 2018 After Everything – als dr. Beatty
- 2017 Quest – als Sheila
- 2006 Off the Black – als Nancy
- 2005 Hitch – als Stephanie
- 2003 Love, Sex and Eating the Bones – als Jasmine LeJeune
- 2003 Good Fences – als Tina
- 2001 Heist – als jongedame met Blane
- 2001 Hidden Agenda – als stewardess
- 2000 The Growing Pains Movie – als Jody

### Televisieseries
Uitgezonderd eenmalige gastrollen.
- 2015-heden Chicago Med – als Maggie Lockwood – 198+ afl.
- 2016-2019 Chicago Fire – als Maggie Lockwood – 10 afl.
- 2016 Chicago P.D. – als Maggie Lockwood – 5 afl.
- 2015 American Crime – als rechercheur Chris Thompson – 2 afl.
- 2009 Kings – als Thomasina – 12 afl.
- 2006-2008 The Wire – als Nerese Campbell – 11 afl.
- 2007-2008 Law & Order – als advocate Bocanegra – 2 afl.
- 2007 Damages – als Felicia Marquand – 8 afl.
- 2005 Rescue Me – als moeder van jongen in coma – 2 afl.

- Library of Congress Control Number: no2017162780
- Virtual International Authority File: 7650151353545152720008
- WorldCat: E39PBJtCxrvRCTxqRH7kqwRh73